# NGC 5041
NGC 5041 is een spiraalvormig sterrenstelsel in het sterrenbeeld Hoofdhaar. Het hemelobject werd op 19 april 1865 ontdekt door de Duitse astronoom Heinrich Louis d'Arrest.

## Synoniemen
- UGC 8319
- MCG 5-31-162
- ZWG 160.168
- KUG 1312+309
- IRAS13122+3058
- PGC 46046